# 海阳义园
海阳义园，位于中華人民共和國北京市朝阳区呼家楼南里2号，是清朝山东省海阳县人士在北京创建的义园。1986年，朝阳区人民政府公布“山东会馆”为“北京市朝阳区重点文物保护单位”，后来该项目更名为“海阳义园”。在朝阳区文化委员会立的北京市朝阳区重点文物保护单位牌上，该项目为“海阳义园（原名山东会馆）”。

## 历史
海阳义园位于朝阳区呼家楼南里，创建于清朝道光二十五年（1845年）。海阳县旧称海阳邑，隶属山东省登州府，今属山东省烟台市。清朝雍正十二年（1734年）置海阳县，因为该县位于黄海以北而得名。《登州府志》记载：“以其地在海之阳，故名。”清朝乾隆《海阳县志》记载该县“民多朴野，性皆犷直，犹有古风。凡有施为，质多而文少。”
海阳义园是为在北京的山东籍商人提供养病、停灵、安葬、灵柩回籍等服务的场所。海阳义园由山东海阳籍旅居北京人士王乐义、李天阶募创，“专为邑人之客都者养病停柩之所”，到中华人民共和国初期，“办理义举一百余年”。
海阳义园如今由北京市朝阳区房屋管理局呼家楼管理所管理使用。

## 建筑
海阳义园现存一处带跨院式四合院，占地面积1200多平方米，坐北朝南。正门是垂花带影壁门。正房为北房，前出廊，面阔三间，带有东西耳房各两间。院内东南角的东配房南山墙南侧立有清朝光绪二十九年（1903年）《重修海阳义园碑记》“乐善好施”石碑一通，碑文记载有海阳义园的四至，还有捐资重修海阳义园的裕兴号、永兴号、义泰号、永顺号、合义草铺等等商号名以及邓侃、包恒道、王振、辛鸣琴、于保仁、王岳增等等人名800余个。
《重修海阳义园碑记》刻于“大清光绪二十九年岁次癸卯荷月望日”（1903年农历六月十五日）。碑文称：“京师朝阳门外大桥东三里许，旧有山东海邑义园，专为邑人之客都者养病停柩之所。道光二十五年，王君乐义、俊亭，李君天阶、长春募创也。园中一切布置及夫岁修归榇之规条悉臻完备，远近耳其事者，莫不称善举焉。庚子秋洋兵入都，门窗樀壁被毁无余，加以壬寅夏秋之交瘟疫盛行，死亡相继，积有百余柩。尔时修葺、归榇之费浩于往昔，兵燹以后商力不支，兖户劝募尤艰于往昔。先正之义举几乎难为继矣。芸圃徐公名芳典者，不辞其难，约同乡诸君子先募有千余金，容冬将百余柩发归故里。今春又募得六百余金以作修补费。”